# Caitlyn Kiramman
(Frase di presentazione di Caitlyn)
Caitlyn Kiramman è un personaggio immaginario del franchise di League of Legends, creato da Riot Games. Originariamente introdotta come Campione giocabile per il videogioco nell'aggiornamento del 4 gennaio 2011, è successivamente apparsa in varie opere derivate, così come nella serie animata Arcane. Discendente di una delle casate più prestigiose di Piltover, Caitlyn ha preferito mettersi al servizio dei suoi concittadini, unendosi ai Guardiani e diventando "Lo Sceriffo di Piltover" (The Sheriff of Piltover), nonché una dei migliori agenti della Città del Progresso assieme all'inseparabile partner Vi. Pur essendo armata di un fucile di precisione Hextech unico al mondo, la principale arma di Caitlyn è in realtà la sua intelligenza superiore, che la rende un'eccellente investigatrice e stratega.

## Biografia del personaggio

### League of Legends
Caitlyn è stata aggiunta al roster di Campioni di League of Legends il 4 gennaio 2011. Come stabilito dalla lore scritta da Graham McNeill, Caitlyn è nata in una delle famiglie più ricche e influenti di Piltover ma all'ambiente altolocato ha sempre preferito le zone selvagge oltre le mura; il suo innato senso di giustizia l'ha poi portata a servire la città prima come investigatrice privata e poi come Guardiana, fino a diventare Sceriffo. Decisa a rendere la Città del Progresso un posto più sicuro per tutti i cittadini, Caitlyn è nota come una dei migliori tutori della legge di Piltover ed è costantemente sulle tracce della Baronessa Chimica Corina Veraza, criminale a lungo nota solo con l'iniziale "C", che in passato ha attentato alla sua famiglia. Caitlyn lavora sempre in coppia con l'impetuosa zaunita Vi cui fa da contrappunto con la sua natura riflessiva e pragmatica.
Le armi principali di Caitlyn sono un fucile di precisione con una gittata che copre l'intera mappa di gioco e le trappole yordle, che permettono di immobilizzare e infliggere danni addizionali al Campione nemico che le fa scattare.

### Arcane

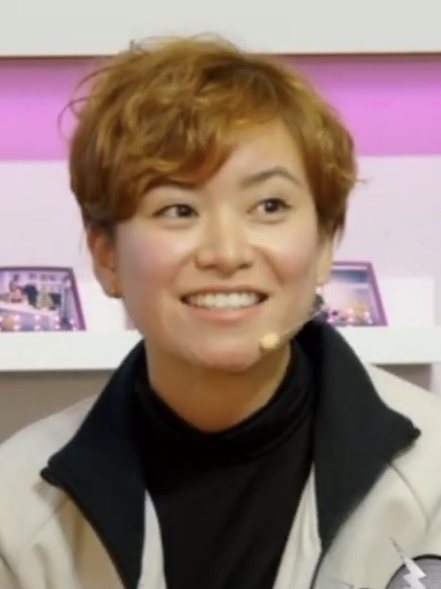
Katie Leung, doppiatrice di Caitlyn in Arcane.

La serie animata Arcane, rivela che Caitlyn è la rampolla dell'influente Clan Kiramman, casato di stampo matriarcale la cui capostipite occupa tradizionalmente un seggio nella Consulta di Piltover sin dalla fondazione, ma si è sempre sentita fuori posto nell'alta società e ostacolata nella sua crescita personale dai protettivi genitori, Tobias e Cassandra. Trascorsa un'infanzia solitaria, nella preadolescenza Caitlyn stringe una forte amicizia con Jayce Talis, brillante scienziato e protégé della sua famiglia, e convince sua madre ad aiutarlo quando i suoi esperimenti segreti per creare artificialmente la magia vengono alla luce rischiando di farlo espellere dall'Accademia; poco dopo, durante una competizione di tiro a segno, lo Sceriffo Grayson la lascia vincere non poiché corrotta ma poiché colpita dalle abilità della ragazzina, che decide di seguirne le orme e mettersi al servizio dei suoi concittadini unendosi ai Guardiani.
Circa sette anni dopo Caitlyn è ostracizzata da superiori e colleghi per il suo retaggio e relegata alle retrovie a causa dell'influenza materna sul dipartimento. Dopo aver investigato senza permesso un attacco a dei contrabbandieri di Shimmer, viene punita dal corrotto Sceriffo Marcus e costretta a fare il turno di notte durante il Giorno del Progresso, rimanendo coinvolta nell'attentato di Jinx per rubare una gemma Hextech; sopravvissuta, è estromessa dal servizio attivo per volere materno e si reca quindi al carcere di Stillwater per un'indagine clandestina, imbattendosi in Vi che si offre di assisterla in cambio della libertà; nonostante i caratteri agli antipodi e la diversa educazione, le due instaurano un legame inaspettatamente profondo e sfuggono agli uomini del boss del crimine Silco, per cui lavora Jinx, che Caitlyn scopre essere la psicotica sorella minore di Vi. Riuscite a raccogliere prove su Silco con l'aiuto del gruppo ribelle dei Firelights e del loro leader Ekko, che le salva dagli uomini di Marcus e da Jinx, intenzionati a ucciderle per impedire il loro ritorno a Piltover, Caitlyn e Vi non riescono a convincere la Consulta ad agire poiché, pur di evitare la guerra, essi sono disposti a scendere a patti col criminale. Furiosa, Vi si separa bruscamente da Caitlyn che, poco dopo, viene rapita da Jinx assieme a Silco e la stessa Vi, cui Jinx consegna una pistola implorandola di uccidere la piltoviana affinché tornino ad "essere sorelle"; dopo che questa si rifiuta gli eventi precipitano e Silco viene accidentalmente ucciso da Jinx, la quale, accettata la sua nuova identità, spara con un lanciarazzi sulla Consulta di Piltover, intenta a votare l'indipendenza di Zaun sotto gli sguardi allibiti di Caitlyn e Vi. L'attentato causa la morte della madre di Caitlyn che sprofonda nel dolore e, una volta promossa comandante e assunta la guida della Casata Kiramman, convince Vi ad entrare nei Guardiani e instituisce una task force con cui recarsi a Zaun per catturare Jinx iniziando nel frattempo una relazione con la zaunita sebbene, quando le due rintracciano la terrorista, Vi le impedisca di spararle poiché Isha, un'orfana "adottata" da Jinx, le fa da scudo permettendole la fuga. Le due ragazze hanno quindi un brusco litigio e si separano, fatto che porta Caitlyn a venire manipolata da Ambessa istituendo la legge marziale e iniziare una tresca con la giovane agente Maddie Nolan.
Mesi dopo, sfiduciata dal prolungamento dell'occupazione di Zaun, inizia a pentirsi delle sue scelte e risentire Ambessa inoltre, dopo che il carcere di Stillwater viene attaccato da un ibrido uomo lupo creato dall'alchimista criminale Singed, lo riconosce come "Corin Reveck" e organizza una spedizione per recuperare l'essere alla comune di Viktor, dove rincontra Vi e, una volta scoperto che l'individuo mutato dal folle chimico è il suo padre putativo, si allea con lei e Jinx tradendo Ambessa, sebbene l'assalto di Jayce a Viktor provochi un immediato impulso violento collaterale in tutti i seguaci di quest'ultimo - Vander incluso - costringendo Vi, Caitlyn, Jinx e lo stesso Jayce ala fuga. Fatto ritorno a Piltover, Caitlyn arresta Jinx ma, resasi conto del suo cambiamento e in virtù dell'amore nutrito per Vi, la perdona e contribuisce indirettamente alla sua evasione per poi riconciliarsi completamente con Vi assieme alla quale prende parte alla difesa di Piltover dall'invasione dei noxiani e dell'esercito di Viktor, battaglia durante la quale, viene ferita all'occhio sinistro ma riesce a uccidere Ambessa assieme a Mel. Tornata una relativa pace, Caitlyn resta al fianco di Vi, ufficialmente diventata la sua compagna, come nuovo sceriffo della Città del Progresso.

## Concezione e sviluppo
La prima illustrazione del personaggio realizzata da Eduardo Gonzalez presentavano ben poche differenze con il design definitivo; sebbene inizialmente il nome datole dal team di sviluppo fosse "Emeria" già nel primo annuncio ufficiale - datato dicembre 2010 - venne presentata come "la bellissima (e piena di stile) Caitlyn, lo Sceriffo di Piltover". Concepita come Tiratrice, è particolarmente nota tra gli AD Carries (ADC) in quanto dotata del raggio d'attacco base più lungo del gioco: 650 unità, che la rendono capace di colpire un avversario da un lato all'altro di qualsiasi mappa (cosa che l'ha portata, nel giro degli anni successivi al suo lancio, a ricevere numerosi nerf). Il look del personaggio, caratterizzato da abito a sbuffo in stile vittoriano con minigonna e cilindro a tesa larga viola è rimasto invece inalterato fino all'ottobre 2021 quando ha ricevuto un aggiornamento che, oltre ad "ammodernarne" il vestiario, le ha conferito anche una carnagione meno pallida, ispirandosi al design datole dagli animatori della cinematica celebrativa per la stagione 2020 "Warriors".
Le origini e il background del personaggio sono stati scritti da Graham McNeill. Caitlyn si è unita ufficialmente al roster di Campioni nel primo aggiornamento del 2011, con la voce della doppiatrice statunitense Kirsten Potter e un marcato accento britannico. Katie Leung ha doppiato Caitlyn nella serie televisiva d'animazione Arcane, nella quale è stato inoltre determinato dalla sceneggiatrice Amanda Overton il nome della sua precedentemente ignota casata: "Kiramman", in seguito introdotto nella lore ufficiale.

## Accoglienza

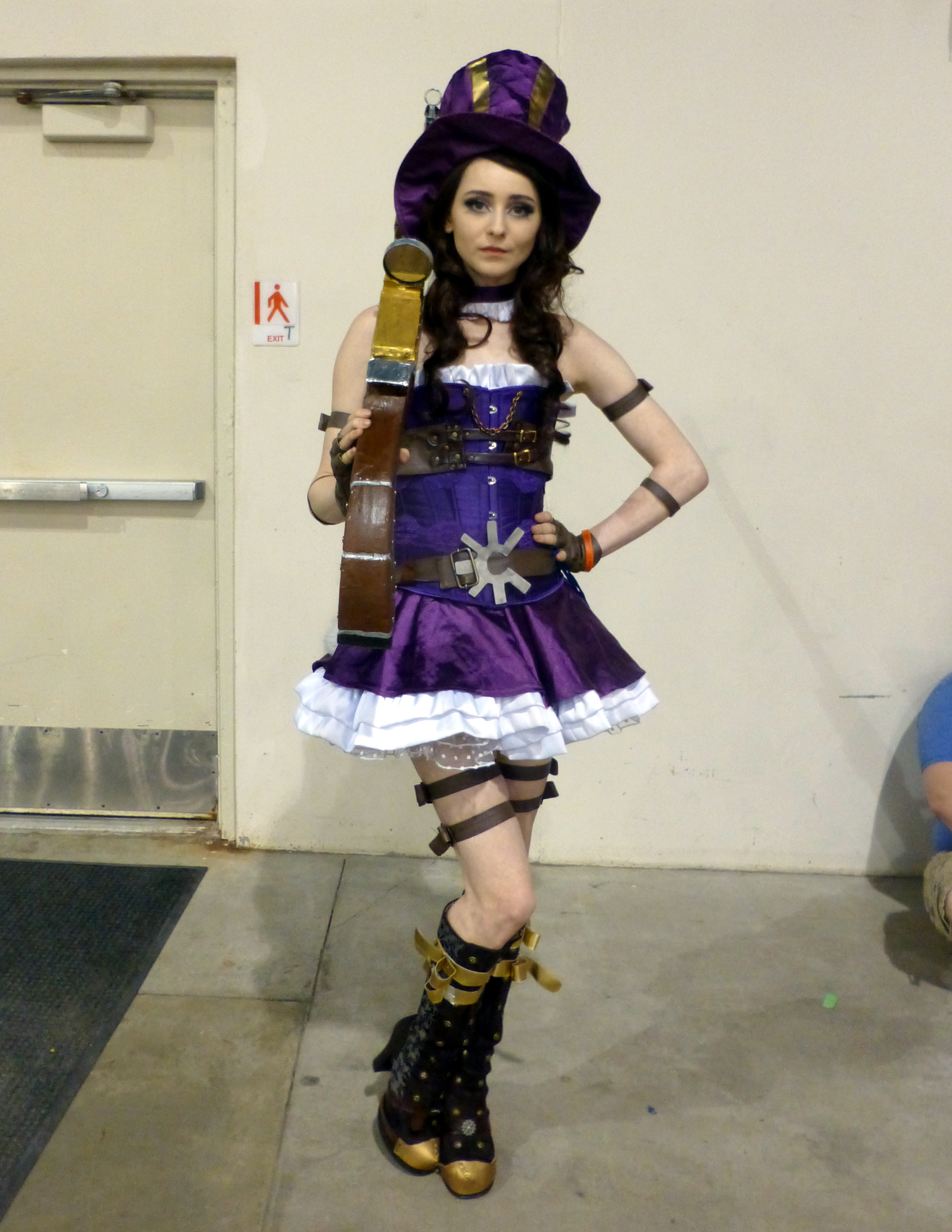
Una cosplayer di Caitlyn al Motor City Comic Con del 2015.

Data la sua build e modalità di gioco, Caitlyn è un personaggio estremamente popolare nella community di League of Legends essendo considerata tra i Campioni più forti del gioco nonché uno dei più giocati dagli utenti, con una percentuale di scelta del 25,1% a dicembre 2021. Dato il design elaborato dei suoi abiti, Caitlyn è un personaggio piuttosto popolare anche tra i cosplayer mentre, a causa delle sue interazioni speciali, tra i fan sono emerse numerose speculazioni e teorie in merito all'esatta natura della sua relazione con Vi.
La rappresentazione di Caitlyn in Arcane ha raccolto ampi consensi da pubblico e critica, in particolare la performance vocale di Katie Leung. Screen Rant ne ha apprezzato la rappresentazione psicologica definendo il suo come "il più interessante percorso emozionale e mentale della serie". È stato inoltre lodato come la caratterizzazione del personaggio sia andata oltre allo sguardo maschile evitando ogni sessualizzazione perfino quando viene mostrata sotto la doccia nell'ottavo episodio.

### Lettura LGBTQ
Sin dalle prime interazioni di gioco tra Caitlyn e Vi in League of Legends è stato fortemente speculato che, oltre che nel lavoro, le due fossero partner anche sul piano romantico, ipotesi rafforzata dal manifesto desiderio di Riot Games di una maggiore inclusività LGBTQ+ nei suoi giochi. In Arcane il sottotesto omosessuale dei due personaggi è stato al centro di numerose attenzioni ed elogi da parte di pubblico e critica, in particolare il modo in cui l'evoluzione del rapporto tra Caitlyn e Vi dalla sfiducia all'intimità dia "un profondo tocco di umanità all'interno della serie" fungendo da metafora di come sia possibile andare oltre le differenze tra Piltover e Zaun. Il sito Screen Rant ha elogiato la rappresentazione LGBTQ in Arcane tramite Vi e Caitlyn paragonandola a quella fatta in She-Ra e le principesse guerriere in quanto non completamente lasciata al sottotesto ma esplicitata da parole e azioni, senza però cadere in stereotipi o dover mai utilizzare il termine "gay" sugli schermi. Amanda Overton ha dichiarato in merito a ciò che non vi siano etichette o stigmatizzazioni riguardanti l'orientamento sessuale nel mondo in cui si svolge la serie, nemmeno nell'ambiente altolocato dei Kiramman.

## Altre apparizioni

### Videogiochi
Caitlyn è comparsa anche nei giochi spin-off di League of Legends: Teamfight Tactics, Legends of Runeterra e League of Legends: Wild Rift; mentre per promuovere Arcane è stata aggiunta come personaggio giocabile in PUBG mobile e Among Us.

### Narrativa
Il 2 dicembre 2016, Riot Games ha pubblicato, sul sito ufficiale di League of Legends i racconti brevi "Il brivido della caccia" (The Thrill of the Chase), incentrato sull'inseguimento di un criminale da parte di Caitlyn per le strade di Piltover, e "Il Giorno del Progresso" (Progress Day), in cui sventa i piani di una terrorista noxiana durante l'omonima festività cittadina. Inoltre ha fatto una breve apparizione in "Figlia di Zaun" (Child of Zaun), racconto breve su Vi pubblicato il 10 dicembre 2019.

### Video
Il personaggio è apparso nelle cinematiche "Mac Client Available" (2013), "Road to the Cup" (2013), "Ignite" (2016), "One Simple Rule" (2017), "Unite Against The Dark" (2018), "Make History" (2018), "A New Journey" (2019), "ULTRACOMBO" (2019), "Warriors" (2020), "Take Over" (2020), "Beyond the Bandlewood" (2021), e "Hop On" (2023).